# Alexander Dimitrenko
Alexander Dimitrenko (ukr. Олександр Димитренко, Ołeksandr Dymytrenko, ros. Александр Димитренко, Aleksandr Dimitrienko; ur. 5 lipca 1982) – niemiecki bokser zawodowy pochodzący z Ukrainy, w latach 2010–2011 mistrz Europy EBU w wadze ciężkiej.

## Kariera sportowa
W 2000 roku, reprezentując Rosję, został w Budapeszcie mistrzem świata juniorów w wadze superciężkiej (ponad 91 kg). W następnym roku podpisał zawodowy kontrakt z niemiecką grupą promotorską Universum i wyjechał do Niemiec. Tam w grudniu 2001 roku stoczył swoją pierwszą profesjonalną walkę. W ciągu siedmiu lat wygrał 29 pojedynków z rzędu, zdobywając m.in. interkontynentalne mistrzostwo WBO.
4 lipca 2009 roku w Hamburgu stanął do walki eliminacyjnej z Eddiem Chambersem, której stawką było prawo zmierzenia się z Wołodymyrem Kłyczką, mistrzem świata WBO i IBF. Wygrał ją Amerykanin przez decyzję większości.
Ponad rok później, 31 lipca 2010 roku Dimitrenko zdobył mistrzostwo Europy EBU, pokonując przez techniczny nokaut Ukraińca Jarosława Zawrotnego. W pierwszej obronie tytułu miał rywalizować 4 grudnia 2010 roku w Schwerinie z Albertem Sosnowskim. Do walki tego dnia jednak nie doszło, gdyż kilkadziesiąt minut przed jej rozpoczęciem Dimitrenko miał rzekomo zasłabnąć w szatni z powodu zatrucia pokarmowego. Ostatecznie obaj bokserzy zmierzyli się 26 marca 2011 roku w Hamburgu. Dimitrenko obronił tytuł, nokautując Polaka ciosem podbródkowym w ostatniej, dwunastej rundzie.
Pół roku po walce z Sosnowskim Dimitrenko pokonał na punkty w Hamburgu Michaela Sprotta. W trzeciej obronie mistrzostwa Europy zmierzyć się miał przeciwko niepokonanemu Robertowi Heleniusowi. Termin konfrontacji przekładano dwukrotnie, aby ostatecznie ustalić go na 3 grudnia 2011 roku. Dimitrenko oświadczył jednak w listopadzie, że nie zdoła się przygotować do tej walki ze względu na kontuzję i w konsekwencji został pozbawiony pasa z powodu przekroczenia limitu czasu na jego obronę.
Szansę odzyskania tytułu Dimitrenko otrzymał 5 maja 2012 roku, gdy zmierzył się w Erfurcie z Kubratem Pulewem. Niepokonany Bułgar okazał się jednak lepszy, nokautując niemieckiego pięściarza w jedenastej rundzie.

### Osiągnięcia
Boks zawodowy:
- 2017-: Międzynarodowy mistrz IBF w wadze ciężkiej
- 2010-2011: Mistrz Europy EBU w wadze ciężkiej
- 2005-2009: Interkontynentalny mistrz WBO w wadze ciężkiej
- 2005: Interkontynentalny mistrz IBF w wadze ciężkiej

Boks amatorski:
- 2001: Mistrz Rosji juniorów w wadze superciężkiej
- 2000: Mistrz świata juniorów w wadze superciężkiej
- 2000: Wicemistrz Rosji juniorów w wadze superciężkiej
- 1998: Mistrz Ukrainy kadetów

## Życie prywatne
Jest żonaty. Od 2001 roku mieszka na stałe w Hamburgu. 11 listopada 2010 roku otrzymał niemieckie obywatelstwo. Oprócz niego i ukraińskiego, posiada również obywatelstwo rosyjskie.